# Stazione di Feltre
La stazione di Feltre, situata al chilometro 54+560, è la stazione ferroviaria a servizio della bassa val Feltrina. Si trova sulla linea Calalzo-Padova.

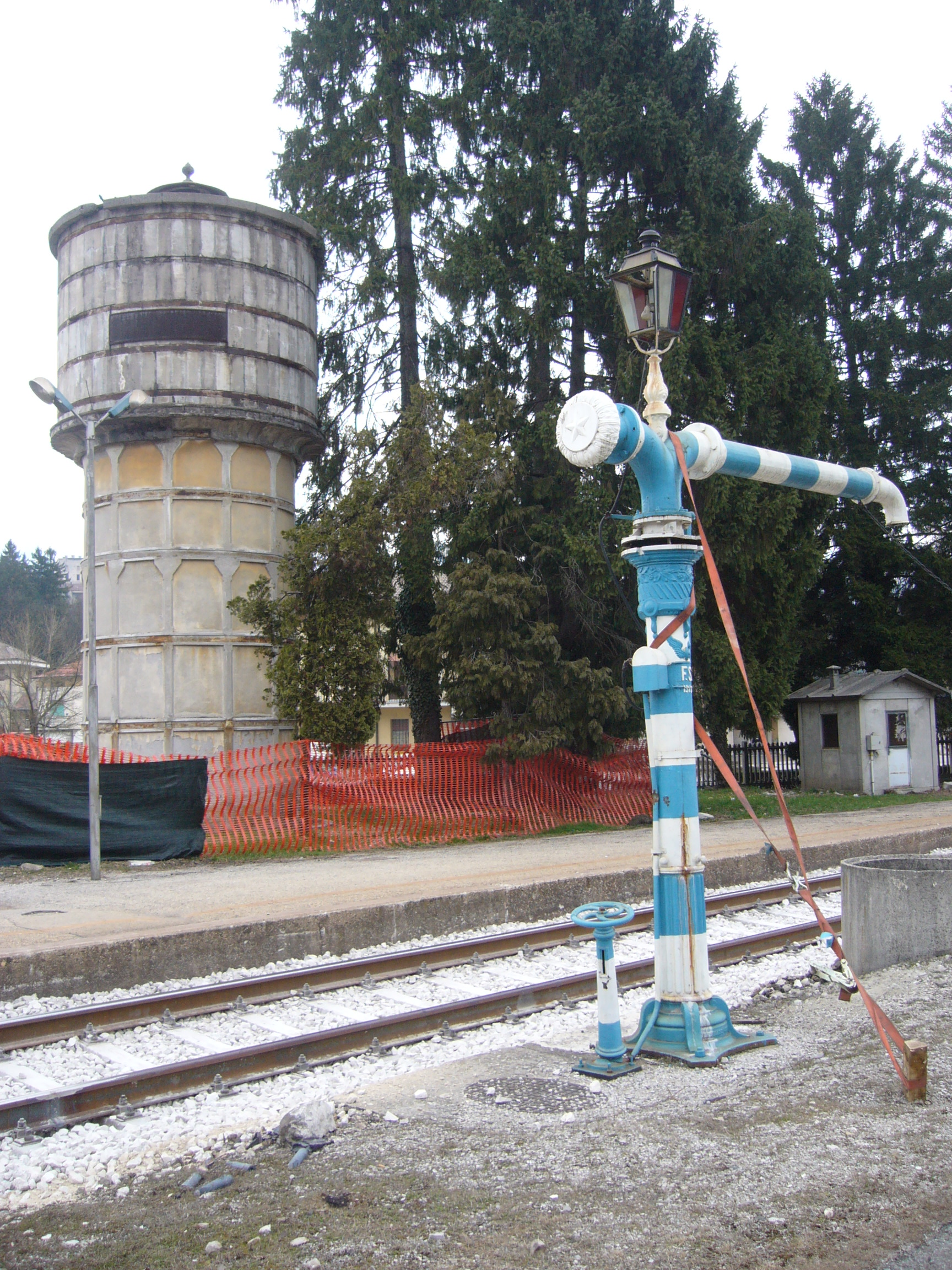
Cisterna e relativa colonna per caricare l'acqua nel serbatoio delle locomotive a vapore

## Storia
La stazione fu aperta l'11 novembre 1886 assieme al tronco Cornuda-Belluno che completava la linea Belluno-Feltre-Treviso.
Durante l'occupazione austro-tedesca del 1917, fu costruita una linea ferroviaria a scartamento ridotto che collegava la stazione al comune contiguo di Fonzaso. Lo scalo fu dotato inoltre di un binario, sempre a scartamento ridotto, di tipo Decauville, che risaliva le vie del centro storico di Feltre in modo da agevolarlo nel rifornimento di munizioni e alimenti. Queste nuove piccole infrastrutture sono state eliminate al termine del conflitto.
In passato da questa stazione si dipartiva un binario di raccordo, diretto alla fabbrica metallurgica di Feltre, ora proprietà della ditta Alcoa (Hydro, al 2025). Questo binario è stato rimosso alcuni anni fa, in occasione della costruzione del nuovo deposito autobus della ditta Dolomitibus.
Il 29 ottobre 2018 la stazione è stata duramente colpita dalla tempesta Vaia (che si è abbattuta in tutta la provincia di Belluno), perdendo tutti gli alberi di alto fusto che la caratterizzavano. In quest'occasione, la stazione ha visto la sospensione del traffico ferroviario per la chiusura della linea Calalzo-Padova (poi riaperta il 2 novembre 2018) a causa degli alberi caduti ed allagamenti.
Nel 2019, la stazione ha visto un'importante opera di riqualificazione dei locali e dei marciapiedi, con la posa dei blocchi dei pali T.E. in vista della futura elettrificazione della linea.
A partire dal febbraio 2025, la struttura è chiusa ai viaggiatori per interventi di sistemazione al tetto, riorganizzazione degli spazi interni ed esterni. La riapertura dell'edificio è prevista per settembre dello stesso anno.

## Strutture ed impianti
Il piazzale è composto da due binari passanti a servizio dei viaggiatori, ai quali si aggiunge un binario tronco (ex terzo binario passante). Nella stazione è ancora presente una colonna, e il relativo serbatoio, che permetteva il caricamento dell'acqua nelle cisterne delle locomotive a vapore.
All'interno del fabbricato viaggiatori è presente un bar-edicola, una biglietteria con personale ed una automatica. La biglietteria con personale prevede anche la possibilità di acquistare i biglietti per gli autobus che partono dall'autostazione a fianco della stazione.

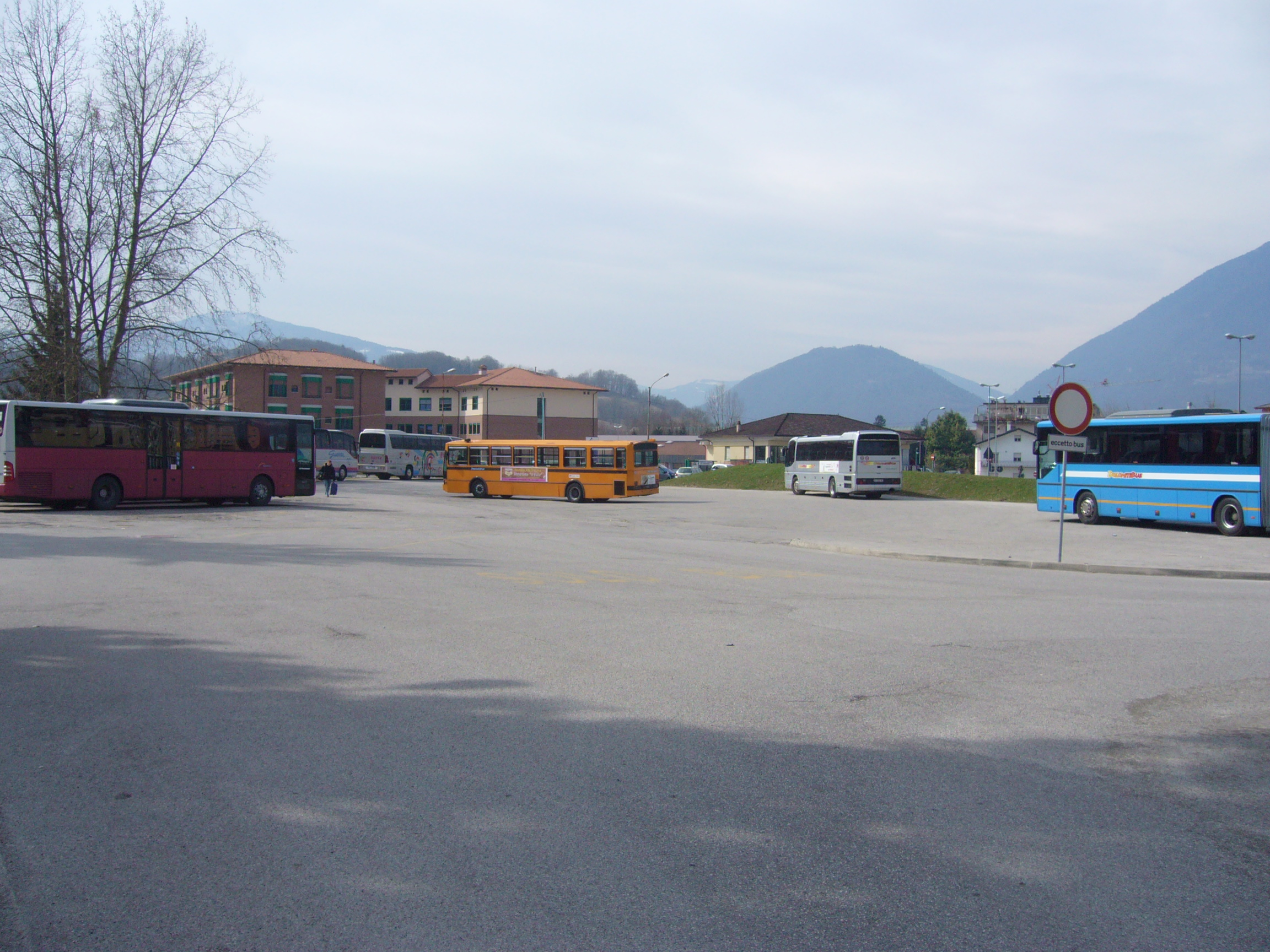
Piazzale degli autobus, sullo sfondo l'istituto canossiano

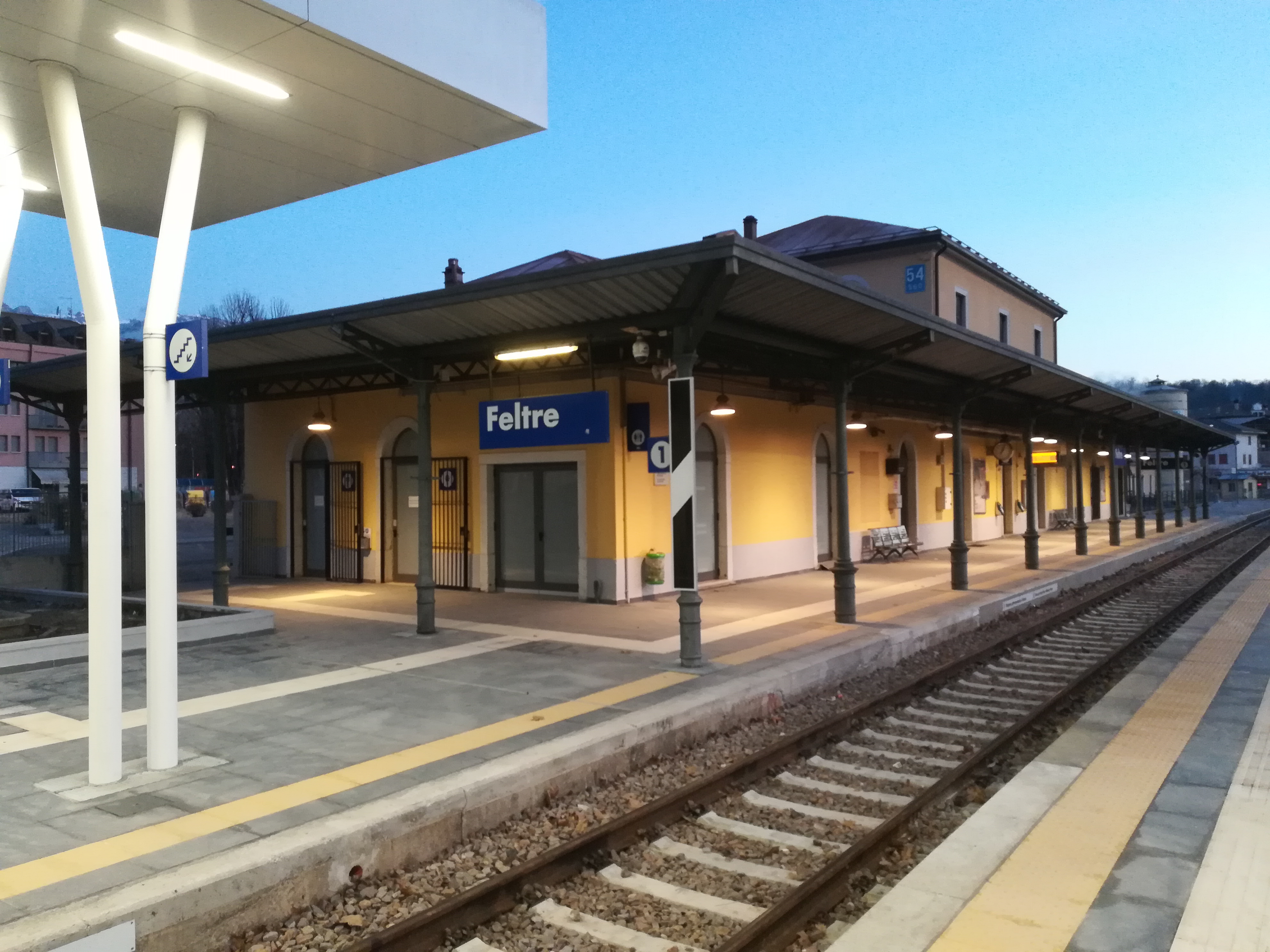
La stazione fotografata a febbraio 2022, prima dei lavori di elettrificazione del tratto fino a Montebelluna (sulla sinistra si può notare la pensilina situata sopra il sottopasso costruito nel 2021)

## Movimento
La stazione è servita da treni regionali svolti da Trenitalia nell'ambito del contratto di servizio stipulato con le regioni interessate.
Il traffico passeggeri è abbastanza sostenuto, dato che la stazione è il punto di riferimento ferroviario dei comuni della bassa Val Feltrina. L'impianto è infatti servito dai treni regionali con destinazioni Belluno, Calalzo di Cadore, Montebelluna, Padova, Treviso e Vicenza.
Il traffico merci invece non coinvolge direttamente questa stazione.

## Interscambi
- Fermata autobus
- Stazione taxi

A fianco della stazione è situato un grande piazzale, dove si fermano le corriere della Dolomitibus, Trentino Trasporti, MOM, con varie direzioni attinenti alla provincia di Belluno, quella di Treviso e quella autonoma di Trento. Alcune corse degli autobus hanno delle precise coincidenze con i treni.

## Servizi
- Biglietteria a sportello
- Biglietteria automatica
- Sala d'attesa
- Servizi igienici
- Bar
- Sottopassaggio
- Distributori automatici
- Edicola
- Schermi digitali per arrivi e partenze treni
- Annunci sonori per arrivi e partenze treni

## Curiosità
Nella stazione di Feltre sono state girate alcune sequenze del film Una piccola storia d'amore, con Laurence Olivier, Diane Lane, Thelonious Bernard e diretto da George Roy Hill.
Nella scena si vedono i protagonisti lanciarsi da un treno in corsa. Per attutire la caduta degli stunt-man, gli operai dell'allora Azienda autonoma delle Ferrovie dello Stato (ora RFI) avevano appositamente preparato un terreno di sabbia a fianco ai binari, visibile nel film.